# Mausoleul lui Augustus
Mausoleul lui Augustus (în latină Mausoleum Augusti, în italiană Mausoleo di Augusto) este un mare mormânt construit de împăratul roman Augustus pe Câmpul lui Marte din Roma, în Italia. Mausoleul este aflat în Piazza Augusto Imperatore (Piața Împăratului Augustus) aproape de colțul cu Via di Rippeta, de-a lungul râului Tibru. În martie 2021 mausoleul a fost redeschis publicului, lucrările de restaurare continuând până în 2023.